# Nölestholm (Brändö, Åland)
Nölestholm är en ö i Åland (Finland). Den ligger i Skärgårdshavet och i kommunen Brändö i landskapet Åland, i den sydvästra delen av landet. Ön ligger omkring 77 kilometer nordöst om Mariehamn och omkring 220 kilometer väster om Helsingfors.
Öns area är 10,6 hektar och dess största längd är 450 meter i sydväst-nordöstlig riktning.